# Sphyrapicus thyroideus
Il picchio di Williamson (Sphyrapicus thyroideus Cassin, 1852) è un uccello piciforme della famiglia dei picidi.

## Tassonomia
In virtù del netto dicromatismo sessuale, in passato il maschio e la femmina di questi uccelli vennero classificati come specie a sé stanti: la femmina, descritta nel 1852, venne nominata Picus thyroideus, mentre il maschio, descritto nel 1857, venne classificato come Picus williamsonii in onore del tenente Robert Stockton Williamson, che era al comando della spedizione (in realtà dallo scopo di tracciare il percorso migliore per un'eventuale ferrovia che giungesse fino al Pacifico) durante la quale l'animale venne scoperto. Baird trasferì le due specie nel genere Sphyrapicus nel 1858, ma fino al  1873 esse continuarono ad essere considerate come specie differenti: fu Henshaw ad unificarle sotto il nome di Sphyrapicus thyroideus, il nome dato alla femmina, poiché più antico e quindi preferibile dal punto di vista tassonomico.
Se ne riconoscono due sottospecie:
- Sphyrapicus thyroideus thyroideus Cassin, 1852, diffusa dalla Columbia Britannica meridionale lungo la Catena Costiera Pacifica a sud fino alla Baja California;
- Sphyrapicus thyroideus nataliae Malherbe, 1854, diffusa lungo le Montagne Rocciose;

## Distribuzione
La specie è diffusa lungo la Catena Costiera Pacifica, dall'estremità sud-orientale della Columbia Britannica lungo tutta la fascia costiera statunitense, fino al nord della penisola di Bassa California: essa è presente anche lungo le Montagne Rocciose degli Stati Uniti, mentre nel Gran Bacino sono presenti solo popolazioni isolate.
Il picchio di Williamson predilige le foreste miste o di conifere, con presenza di specie quali pino giallo, douglasia, abete di Vancouver, abete delle rocce e larice occidentale.
Questo uccello ha abitudini parzialmente migratorie, e sebbene tenda ad essere residente nelle zone del proprio areale dove il clima rimane mite, in caso di inverni rigidi esso si riunisce in piccoli storni e si sposta verso sud, passando la stagione fredda sulla Sierra Madre Occidentale e spingendosi fino al Messico centrale.

## Descrizione

### Dimensioni
Misura circa 20 cm di lunghezza, per un peso di che raggiunge i 50 g.

### Aspetto

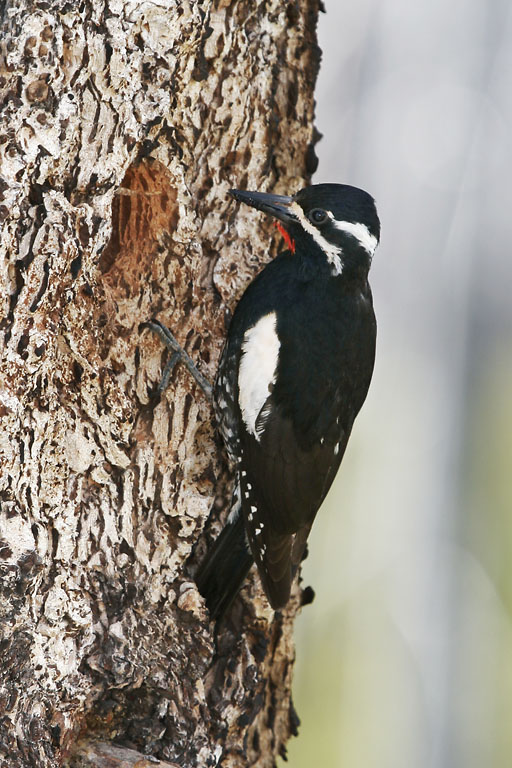
Maschio di picchio di Williamson.

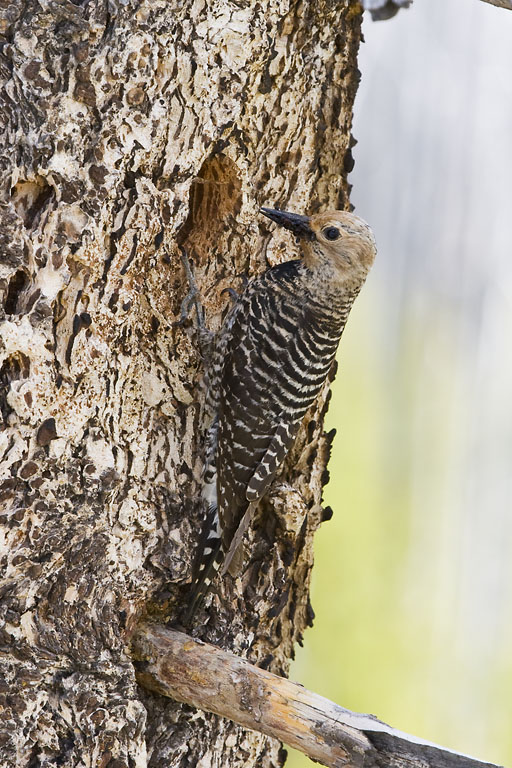
Una femmina all'ingresso del nido.

L'aspetto è quello tipico dei picchi, squadrato, con zampe corte e forti e coda quadrata, testa allungata e lungo becco conico e appuntito.
In questa specie è presente un marcato dimorfismo sessuale, coi due sessi colorati in maniera così diversa da farli classificare dai primi descrittori come due specie diverse.

I maschi sono di colore nero lucido su testa, dorso, ali, fianchi e coda: essi presentano screziature bianchi sulle remiganti e sui fianchi, mentre le copritrici alari sono completamente bianche, così come bianche sono una fascia postoculare, che dagli occhi raggiunge la nuca congiungendosi alla sua omologa, e una fascia guanciale che partendo dal becco si interrompe ai lati del collo. Il ventre è giallo, mentre la gola è rossa.

La femmina è invece di colore bruno-nerastro su tutto il corpo, con fini striature orizzontali bianche su ali, fianchi, e coda; il petto, il collo e la testa sono di colore bruno-giallastro.

In ambedue i sessi il becco è nero, gli occhi sono di colore bruno scuro e le zampe sono di colore grigio-nerastro, con la zigodattilia tipica dei picchi.

## Biologia
Si tratta di uccelli perlopiù solitari, diurni e molto schivi, che delimitano un proprio territorio picchiettando sui tronchi col becco allo scopo di avvertire eventuali intrusi della loro presenza: i rumori prodotti servono inoltre a segnalare le proprie dimensioni ed il sesso, al fine di scoraggiare gli intrusi e di segnalare la propria disponibilità sessuale ai partner.

### Alimentazione
Il cibo principale dei picchi di Williamson è la resina e la linfa delle conifere, che essi ricavano incidendo serie orizzontali di fori nella corteccia ed attendendo che essa cominci a sgorgare per leccarla con la lunga lingua. Essi si nutrono anche degli insetti che si avvicinano attratti dalla linfa e di quelli che ne restano invischiati, mentre è più raro che li caccino attivamente o che si nutrano di materiale di origine vegetale, come frutta e bacche.

### Riproduzione
Questa specie nidifica in cavità dei tronchi d'albero che essa stessa provvede a scavarsi, scegliendo per questo scopo gli alberi morenti o morti. Nel nido vengono deposte 3-5 uova, la cui cova è appannaggio esclusivo della femmina, mentre il maschio provvede alla ricerca del cibo: i piccoli nascono dopo circa due settimane d'incubazione, e vengono accuditi da ambedue i genitori fino a quando non sono in grado d'involarsi, cosa che avviene generalmente attorno alle 3-4 settimane di vita.